# Кончос
Кончос (на испански: Rio Conchos) е река в северната част на Мексико, в щата Чиуауа, десен приток на Рио Гранде. Дължината ѝ е 910 km, а площта на водосборния басейн – 62 881 km².
Река Кончос води началото си на 2750 m н.в. от източния склон на планината Западна Сиера Мадре, на около 15 km северозападно от град Сан Хуанито, в западната част на щата Чиуауа. В горното си течение тече предимно на изток, в средното – на север, а в долното – на североизток. По цялото си протежение тече през северната част на Мексиканската планинска земя в дълбока, на места каньоновидна долина, с бурно течение и множество бързеи и прагове. В най-долното си течение долината ѝ става широка и плитка и е типична равнинна река с бавно и спокойно течение и множество меандри. Влива се отдясно в граничната със САЩ река Рио Гранде, на 784 m н.в., в близост до мексиканския град Охинага и срещу американския град Пресидио.
Основни притоци: леви – Сан Педро, Чувискар (120 km); десни – Балеза, Рио Флорида (99 km). Подхранването ѝ е предимно дъждовно. През лятото силно намалява, като в някои участъци през много сухи лета пресъхва. Има ясно изразено зимно-пролетно пълноводие, с епизодични прииждания, причиняващи наводнения в долното ѝ течение. Средният ѝ годишен отток е 24 m³/s, минималният – 0,09 m³/s, максималният – 1490 m³/s. В средното течение на реката е изграден големият хидровъзел „Торонто“, водите на който се използват за водоснабдяване, производство на електроенергия (ВЕЦ „Бокильо“) и напояване. В долното течение голяма част от водите ѝ се отклоняват за напояване, но въпреки това река Кончос внася основния приток на вода в река Рио Негро и се явява неин най-пълноводен приток. От устието ѝ надолу река Рио Гранде увеличава трикратно своя отток.